# 觀德橋
觀德橋位於中華民國福建省金門縣金沙鎮高坑村外郊，建於清道光三十年（1850年），屬於縣定古蹟。

## 歷史
明代時為金門千戶所城和官澳巡檢司城之間的要道，是平日官府文書傳遞、官員往來必經的道路。

## 建築
觀德橋是一座全由花崗石做成的石橋，橋面上有長5公尺、寬50公分的四條石板鋪成，建築成一座長5公尺、寬2公尺的石橋，橋其中一端有一對石獅子，另一端則是像是蓮花的蓮花柱。石獅子和蓮花柱背後的榫孔及橋面上最外側的兩旁石板上，各有兩個榫孔痕跡，應該是石橋的兩旁各有石條護欄，但現在不見其蹤影。

## 碑文
觀德橋旁約6公尺處，立有石碑，上刻「觀德橋」三個楷書大字，右刻造橋年代（道光庚戌年桐月新建築造），左刻捐建人（瓊林社誥封武德尉騎蔡行猷立），碑身寬約72公分，高約178公分，碑身無底座，直接立在地上。